# Piccola Tripla Città Casciuba
La Piccola Tripla Città Casciuba (in polacco Małe Trójmiasto Kaszubskie - MTK) è una piccola agglomerazione urbana di tre piccole città nel Voivodato della Pomerania, a nord della "grande" Tripla Città. Le tre città sono Wejherowo, Reda e Rumia. La popolazione del piccolo agglomeramento è di 130 000 abitanti, mentre la città più grande è Wejherowo.